# FK Biolog-Novokoubansk
Maillots
Le Biolog-Novokoubansk (russe : «Биолог-Новокубанск») est un ancien club de football russe fondé en 1995 et dissout en 2025. Il était basé à Progress (russe : Прогресс), dans les environs de Novokoubansk.

## Histoire
Fondé en 1995, le club évolue dans les divisions régionales durant ses premières années d'existence, intégrant la quatrième division en 2007. Il remporte le groupe Sud en 2010 et découvre le monde professionnel et la troisième division lors de la saison 2011-2012.

## Bilan sportif

### Classements en championnat
La frise ci-dessous résume les classements successifs du club en championnat de Russie depuis 2001.

### Bilan par saison
| Saison    | Championnat  | Championnat | Championnat | Championnat | Championnat | Championnat | Championnat | Championnat | Championnat | Championnat | Coupe de Russie |
| Saison    | Division     | Pos         | Pts         | J           | V           | N           | D           | BP          | BC          | Diff        | Coupe de Russie |
| --------- | ------------ | ----------- | ----------- | ----------- | ----------- | ----------- | ----------- | ----------- | ----------- | ----------- | --------------- |
| 2001      | 4e Krasnodar | 11e         | 30          | 30          | 8           | 6           | 16          | 35          | 49          | -14         | —               |
| 2002      | 5e Krasnodar | 11e         | 31          | 30          | 8           | 7           | 15          | 32          | 53          | -21         | —               |
| 2003      | 5e Krasnodar | 6e          | 46          | 30          | 14          | 4           | 12          | 46          | 41          | +5          | —               |
| 2004      | 5e Krasnodar | 7e          | 46          | 30          | 12          | 10          | 8           | 55          | 37          | +18         | —               |
| 2005      | 5e Krasnodar | 4e          | 62          | 30          | 19          | 5           | 6           | 73          | 36          | +37         | —               |
| 2006      | 5e Krasnodar | 4e          | 50          | 26          | 15          | 5           | 6           | 52          | 26          | +26         | —               |
| 2007      | 4e Sud       | 4e          | 67          | 40          | 19          | 10          | 11          | 82          | 57          | +25         | —               |
| 2008      | 4e Sud       | 4e          | 59          | 26          | 19          | 2           | 5           | 67          | 19          | +48         | —               |
| 2009      | 4e Sud       | 4e          | 43          | 38          | 13          | 3           | 21          | 60          | 74          | -14         | —               |
| 2010      | 4e Sud       | 1er         | 36          | 12          | 12          | 0           | 0           | 39          | 4           | +35         | —               |
| 2011-2012 | 3e Sud       | 15e         | 33          | 34          | 7           | 12          | 15          | 32          | 40          | -8          | 128es de finale |
| 2012-2013 | 3e Sud       | 10e         | 45          | 32          | 12          | 9           | 11          | 41          | 38          | +3          | 128es de finale |
| 2013-2014 | 3e Sud       | 14e         | 33          | 34          | 7           | 12          | 15          | 37          | 53          | -16         | 256es de finale |
| 2014-2015 | 3e Sud       | 11e         | 34          | 36          | 10          | 4           | 22          | 35          | 52          | -17         | 256es de finale |
| 2015-2016 | 3e Sud       | 10e         | 27          | 26          | 7           | 6           | 13          | 21          | 34          | -13         | 128es de finale |
| 2016-2017 | 3e Sud       | 11e         | 33          | 30          | 10          | 4           | 16          | 26          | 44          | -18         | 32es de finale  |
| 2017-2018 | 3e Sud       | 12e         | 34          | 32          | 9           | 7           | 16          | 28          | 44          | -16         | 256es de finale |
| 2018-2019 | 3e Sud       | 8e          | 37          | 28          | 11          | 4           | 13          | 32          | 39          | -7          | 128es de finale |
| 2019-2020 | 3e Sud       | 9e          | 26          | 19          | 7           | 5           | 7           | 20          | 22          | -2          | 64es de finale  |
| 2020-2021 | 3e Groupe 1  | 11e         | 39          | 32          | 12          | 3           | 17          | 61          | 53          | +8          | 64es de finale  |
| 2021-2022 | 3e Groupe 1  | 8e          | 44          | 32          | 11          | 11          | 10          | 50          | 45          | +5          | 64es de finale  |
| 2022-2023 | 3e Groupe 1  | 6e          | 47          | 31          | 13          | 8           | 10          | 37          | 40          | -3          | 128es de finale |
| 2023-2024 | 4e Groupe 1  | en cours    | en cours    | en cours    | en cours    | en cours    | en cours    | en cours    | en cours    | en cours    | 32es de finale  |

Légende
- Promotion en division supérieure
- Relégation en division inférieure

## Entraîneurs
La liste suivante présente les différents entraîneurs du club depuis 2005.
- Anatoli Pata (2005-2009)
- Sergueï Grigoriev (janvier 2010-mai 2012)
- Boris Stoukalov (mai 2012-juin 2013)
- Iouri Bykov (juin 2013-juin 2015)
- Aleksandr Laptev (juillet 2015-septembre 2015)
- Leonid Nazarenko (septembre 2015-)